# Larry Montes
Larry Montes(1913-?) was een professioneel golfer uit de Filipijnen. Hij won veertien keer het Filipijnse Open tussen 1929 en 1955.
Montes begon als caddie op de openbare baan in Luneta, samen met zijn broer Vicente. Met weddenschappen op de golfbaan verdiende hij geld. In 1928 speelde hij voor het eerst het Filipijnse Open, waar hij tweede werd achter Bob Mason, niet omdat hij slechter speelde, maar omdat hij boos werd toen hij een kleine put miste, een trap tegen zijn bal gaf en vier strafslagen kreeg. Een jaar later won hij en verbrak tijdens de laatste ronde het baanrecord met een score van -5.
In 1930 speelde hij het Brits Open, maar hij had het zo koud dat hij zich na de eerste ronde terugtrok. In 1931 speelde hij weer op het Open en eindigde op de 12de plaats.

## Japan
Op terugweg speelde hij enkele toernooien in de Verenigde Staten en nam vervolgens een baan aan op de Kasumigaseki Golf Club bij Tokio, waar golf nog in de kinderschoenen stond. Hij gaf op die club les in 1933 en 1934. Hij gaf privéles aan keizer Hirohito, die hem verzocht zijn intrek in het keizerlijk paleis te nemen, een verzoek dat nog nooit aan een buitenlander was gedaan.
Een veel door Montes gebruikte Calamity putter staat tentoongesteld in een Japans museum. Montes is ook de enige Filipino in de Japanse Hall of Fame.

## Verenigde Staten
Zijn laatste baanrecord brak hij op Palm Desert Greens, waar hij een ronde van 63 maakte terwijl zijn leeftijd ook al boven de zestig was. Zijn dochter Maria Lindas Malbas was een van de trotse getuigen.
Montes was toen prof op de Colma Driving Range in Daly City, vlak bij San Francisco. Zijn zoon Jake was in die tijd professional in San Mateo.

## Gewonnen
O.a.
- Het Filipijns Open in 1929, 1931, 1932, 1936, 1937, 1941, 1942, 1943, 1944, 1948, 1951, 1953 en 1955.
- US Seniors Invitational: 1962, 1964
- Northern California PGA Championship: 8x, inclusief een baanrecord van 58 op de Olympic Club in San Francisco